# Замлинок
Замли́нок — село в Україні, у Рівненському районі Рівненської області. Населення становить 27 осіб.

## Географія
Село розташоване на лівому березі річки Усті.

## Населення
Згідно з переписом УРСР 1989 року чисельність наявного населення села становила 59 осіб, з яких 23 чоловіки та 36 жінок.
За переписом населення України 2001 року в селі мешкало 27 осіб. 100 % населення вказало своєю рідною мовою українську мову.